# Dicranomyia (Glochina) cretica
Dicranomyia (Glochina) cretica is een tweevleugelige uit de familie steltmuggen (Limoniidae). De soort komt voor in het Palearctisch gebied.